# Mortimer Dormer Leggett
Pour les articles homonymes, voir Leggett.
Mortimer Dormer Leggett (né le 19 avril 1821 à Ithace dans le comté de Tompkins, État de New York et décédé le 6 janvier 1896 est un major général de l'Union. Il est enterré à Cleveland dans l'État de l'Ohio.

## Avant la guerre de Sécession
Mortimer Dormer Leggett est avocat et administrateur d'école à Zanesville dans l'État de l'Ohio.

## Guerre de Sécession
Mortimer Dormer Leggett participe à la création du 78th Ohio Volunteer Infantry  en tant que lieutenant colonel à compter du 18 décembre 1861.
Il est promu colonel le 21 janvier 1862 et brigadier général des volontaires le 29 novembre 1862.
Il est blessé à Vicksburg le 25 juin 1863 dans le cratère de fort Hill.
Il commande alors le 17th Corps de la 3rd Division.
Il est breveté major général le 1er septembre 1864 pour « service long et continu, et bravoure et complétude lors des campagnes d'Atlanta et de Savannah. Il est promu major général le 21 août 1865.
Il quitte le service actif le 28 septembre 1865.

## Après la guerre
Mortimer Dormer Leggett redevient avocat.